# Isola Su Giudeu
L'isola Su Giudeu è un'isola in Sardegna nel comune di Domus de Maria..